# Raymond Hasler
Raymond Martin Hasler (* 19. Januar 1984 in Nürnberg) ist ein ehemaliger deutscher Basketballspieler.

## Werdegang
Hasler spielte in der Jugend des TV Schwabach und wurde in die deutsche Jugendnationalmannschaft berufen. Im Sommer 2003 nahm er an der U20-Europameisterschaft teil.
Der 2,06 Meter große Innenspieler war Mitglied des TSV Ansbach, 2003 wechselte er zum TSV Breitengüßbach. 2004/05 kam Hasler mit GHP Bamberg zu zwei Einsätzen im europäischen Vereinswettbewerb EuroCup und bestritt zwei Spiele in der Basketball-Bundesliga. Des Weiteren sammelte er Einsatzzeit beim FC Baunach in der 1. Regionalliga.
In der Saison 2005/06 war er Spieler des Zweitligisten USC Mainfranken und zeitweise erneut in Baunach in der 1. Regionalliga. 2006 wechselte er zum Regionalligisten TB Weiden. Dort spielte er bis 2008 und dann 2008/09 bei der SpVgg Rattelsdorf (ebenfalls 1. Regionalliga).